# Christian Oskar Spitzl
Christian Oskar Spitzl (* 9. Dezember 1959 in München) ist ein deutscher Schauspieler.
Spitzl wirkte bisher in zahlreichen Fernsehproduktionen wie zum Beispiel Im Namen des Gesetzes, Die Wache, Großstadtrevier, Alarm für Cobra 11 – Die Autobahnpolizei, Medicopter 117 – Jedes Leben zählt, Balko, Schloss Einstein, In aller Freundschaft sowie R. I. S. – Die Sprache der Toten. Er übernahm außerdem einige Theater-Engagements.

## Filmografie

### Kino
- 1988: Hab ich nur deine Liebe
- 1990: Sprung aus den Wolken
- 1994: Mühlviertler Hasenjagd
- 2003: Netaji – The Last Hero

### Film und Fernsehen
- 1992: Gute Zeiten, schlechte Zeiten
- 1992: Die Denunziantin
- 1992: Schatten im Raum
- 1992: Das eine oder andere Glück
- 1994: Der Star von Babelsberg
- 1995: Hallo, Onkel Doc!
- 1995: Im Namen des Gesetzes
- 1995: Die Wache
- 1996: Max Wolkenstein
- 1996: Wolffs Revier
- 1996: Du bist nicht allein – Die Roy Black Story
- 1997: Schmutzige Wahrheit
- 1997: Parkhotel Stern
- 1998: Großstadtrevier
- 1998: Move on up
- 1998: Die Männer vom K3
- 1998: Eine Lüge zuviel
- 1999: Herzschlag – Klinik Nord
- 1999: Aschenputtel träumt
- 1999: Alarm für Cobra 11 – Die Autobahnpolizei
- 1999: alphateam – Die Lebensretter im OP
- 1999: Medicopter 117 – Jedes Leben zählt
- 2000: Geisterjäger John Sinclair
- 2000: Ich kämpfe solange du lebst
- 2000: Balko
- 2000: Großstadtträume
- 2000: Eiffel-Schnee
- 2001: Siebenstein
- 2001–2002: Schloss Einstein
- 2002: Doppelter Einsatz
- 2003: In aller Freundschaft Folge: Unverhofft kommt oft
- 2003: Glück auf halber Treppe
- 2004: In aller Freundschaft Folge 234: Junges Glück
- 2007: R. I. S. – Die Sprache der Toten